# Glanni
De Glanni is een waterval in het westen van IJsland. De waterval ligt in de Norðurá (Noordrivier) die bij Borgarnes in de Borgarfjörður vloeit. In de rivier komt veel zalm voor, en zowel stroomafwaarts als -opwaarts wordt er veel op gevist. De waterval ligt vlak bij Bifröst naast de hringvegur, en er loopt een pad naar de waterval.
Een paar kilometer stroomafwaarts ligt de Laxfoss.